# Олук
Олук је једна од главних компоненти система који сакупља воду и усмерава кишницу са крова грађевина. Одвођење воде олуцима спречава ерозију, цурење у подрумима, штити обојене површине, и представља средство за прикупљање кишнице за каснију употребу.
Олуци могу бити израђене од различитих материјала, укључујући: ливено гвожђе, поцинковани челик, олово, цинк, бакар, алуминијум, пластични материјали, камен и дрво.